# Adrien Regattin
Adrien Regattin (arabsky ادريان ريجاتين, narozen 22. srpna 1991, Champigny-sur-Marne, Francie) je francouzsko-marocký fotbalový záložník a reprezentant Maroka, který působí v klubu Toulouse FC.

## Klubová kariéra
Odchovanec Toulouse FC.

## Reprezentační kariéra

### Francie
Adrien Regattin nastoupil za francouzskou reprezentaci do 19 let.

### Maroko
V seniorské reprezentaci Maroka debutoval 14. listopadu 2012 v Casablance v přátelském utkání s Togem, které skončilo porážkou Maroka 0:1. Nastoupil v 60. minutě.